# Jacques-Jean-Baptiste Duchastel-Berthelin
Jacques-Jean-Baptiste Duchastel, baron de Montflambert, dit Duchastel-Berthelin (16 juin 1756, Reims - 21 février 1830, Troyes), est un homme politique français.

## Biographie
Fils de Jean-Baptiste Duchastel de Montflambert, écuyer, conseiller, secrétaire du roi, et de Louise Nicolle Cadot, il devient négociant à Troyes.
Le 22 vendémiaire an IV, il est élu député de l'Aube au Conseil des Cinq-Cents. Il présente une résolution relative au dépôt de la liste des émigrés 11 prairial an IV ; dépose un rapport sur une demande de crédits pour des réparations à la « ci-devant cathédrale de Chartres » le 10 vendémiaire an V ; fait mettre 50,000 francs à la disposition de l'archiviste du Corps législatif le 27 vendémiaire ; parle sur la législation relative aux biens nationaux le 3 brumaire an VI et demande l'institution d'une commission chargée de passer l'examen de tous les marchés le 21 pluviôse an VI. Il reproche au Directoire la pénurie des finances le 30 thermidor an VI, et réclame l'impression du rapport de Porte proposant de suspendre de ses fonctions législatives le représentant du peuple Hermann. 
Il se tient à l'écart pendant la durée de l'Empire, et, le 8 mai 1815, est élu représentant à la Chambre des Cent-Jours par le collège de département de l'Aube.
Il épouse Élisabeth Berthelin, d'une famille notable de Troyes.

## Sources
- « Jacques-Jean-Baptiste Duchastel-Berthelin », dans Adolphe Robert et Gaston Cougny, Dictionnaire des parlementaires français, Edgar Bourloton, 1889-1891 [détail de l’édition]